# 莫克索斯县
莫克索斯县（西班牙語：Provincia de Moxos），是玻利維亞的县份，因莫霍族聚居而得名，位於該國東北部，屬於貝尼省的一部分。仅辖有圣伊格纳西奥-德莫克索斯市镇，市镇范围与县的范围一致。县府設於聖伊格納西奧。面積33,316平方公里，人口23,873，人口密度每平方公里0.72人。